# Teodoro II Paleólogo
Teodoro II Paleólogo (em grego: Θεόδωρος Β΄ Παλαιολόγος; romaniz.: Theodōros II Palaiologos; c. 1396–21 de junho de 1448 (52 anos)) foi o déspota de Moreia entre 1407 e 1443.

## História
Teodoro II Paleólogo era filho do imperador bizantino Manuel II Paleólogo e sua esposa Helena Dragasa. Seu avô materno era o príncipe sérvio Constantino Dragases. Entre seus irmãos estavam os imperadores João VIII Paleólogo e Constantino XI Paleólogo, além de Demétrio Paleólogo e Tomás Paleólogo, déspota em Moreia, e Andrônico Paleólogo, déspota em Tessalônica.
Quando Teodoro tinha pouco mais de dez anos de idade, seu pai o proclamou déspota (despotēs) e o nomeou para governar a Moreia após a morte de seu tio Teodoro I Paleólogo em 1407. O primeiro período de seu reinado foi uma conturbado pela guerra contra os estados latinos na Grécia pela unificação da Moreia. Entre os inimigos de Teodoro II no período estava a República de Veneza, que enviou tropas para impedir que conquistasse Patras. Durante este período de minoridade, seu pai, o imperador Manuel II, permaneceu em Moreia e supervisionou sua administração e a defesa da cidade, reconstruindo a muralha chamada hexamilião, que corria através do istmo de Corinto.
Um ponto de mudança drástico em sua política externa foi o casamento com a nobre latina Cleofa Malatesta, combinado com a ajuda de seu tio, o papa Martinho V, que se tornara aliado de Teodoro. Numa carta da época da morte de Manuel (21 de julho de 1425), o papa chamou Teodoro II de "imperador de Constantinopla" ("ad Theodorum imperatorem constantinopolitanum"), mas a coroa passou para seu irmão mais velho João VIII.
A guerra em Moreia começou a virar contra os bizantinos e, sob pressão de Carlo I Tocco, o conde de Cefalênia e governador do Despotado de Epiro, Teodoro II exigiu ajuda de seu irmão imperador, João VIII. Ela veio na forma de reforços liderados pelo irmão deles, Constantino, que se tornou co-governador de Moreia com Teodoro em 1428. As forças combinadas dos irmãos contribuíram para a vitória naval nas Equínadas em 1427 e para a conquista de Patras em 1430.
Por outro lado, o imperador João VIII declarou o irmão mais novo de Teodoro, Constantino, regente do império durante a sua viagem para Florença em 1438, o que enfatizava a sua escolha de sucessor. Assim, os anos seguintes foram marcados pelas disputas entre os dois pela sucessão. Numa solução intermediária, Teodoro desistiu de sua reivindicação ao trono em troca das terras de Constantino (apanágio de Selímbria), em 1443. 
Teodoro II morreu de "peste" cinco anos depois, em 1448, antes de seus irmãos.

## Família
De seu casamento com Cleofa Malatesta, uma aristocrata italiana, Teodoro II Paleólogo teve pelo menos uma filha:
- Helena Paleóloga, que se casou com o rei João II de Chipre.

Com uma ama-de-leite, ele teve pelo menos um filho ilegítimo:
- Tomás Emanuel Pietro Paleólogo, que migrou com a irmã para o Reino de Chipre.